# Gabriela Babnik
Gabriela Babnik (Göppingen, 1979) è una scrittrice slovena d'origine tedesca.

## Biografia
Nata nel 1979 a Göppingen vive e lavora tra Lubiana e Ouagadougou.
Dopo la laurea nel 2005 in letterature comparate alla Facoltà d'Arte dell'Università di Lubiana, ha conseguito un Master in narrativa nigeriana nel 2010.
Ha esordito nel 2007 con Koža iz bombaža (vincitore dello Slovenian Book Fair Prize per il miglior romanzo d'esordio) e in seguito ha pubblicato altri 4 romanzi.  
Critica letteraria dal 2002 e traduttrice di autori africani, con La stagione secca ha ottenuto il Premio letterario dell'Unione europea nel 2013.
Vicepresidente dal 2015 della Slovene Writers’ Association, nel 2017 è arrivata in finale all'International IMPAC Dublin Literary Award.

## Opere

### Romanzi
- Koža iz bombaža (2007)
- V visoki travi (2009)
- La stagione secca (Sušna doba, 2011), Milano-Udine, Mimesis, 2017 traduzione di Michele Obit ISBN 978-88-575-4023-8.
- Intimno (2015)
- Tri smrti (2019)

## Premi e riconoscimenti
- Premio letterario dell'Unione europea: 2013 vincitrice con La stagione secca